# Limestone (Maine)
Limestone – miasto w Stanach Zjednoczonych, w stanie Maine, w hrabstwie Aroostook.